# Italia de Nuevo
Italia de Nuevo (Italia di Nuovo) es un partido político italiano centrista, fundado en marzo de 2005 por el expresidente de la Cruz Roja italiana Maurizio Scelli.

## Historia
Scelli, que ya fue candidato en las elecciones de 2001 por Forza Italia, tras su experiencia en Cruz Roja, decide formar un movimiento juvenil cercano a la formación de Silvio Berlusconi. Tras barajarse diversos nombres, se elige finalmente Italia di Nuovo.
El nacimiento oficial se produce el 31 de marzo de 2005, en el Palacio de los Deportes de Florencia.[cita requerida] Ya desde este inicio se reflejan duros enfrentamientos con dirigentes de Forza Italia. Posteriormente, Scelli se enfrenta al propio Berlusconi, criticando la posición del gobierno en temas como la situación en Irak. Finalmente se decide romper totalmente con Forza Italia, convirtiéndose en diciembre de 2005 en un partido político autónomo.
En febrero de 2006, el nuevo partido anuncia su intención de presentarse a las elecciones fuera de las dos grandes coaliciones, la Casa de las Libertades y La Unión, en una Confederación de Centro a la que se adhieren otros pequeños partidos centristas como el Partido de la Democracia Cristiana de Angelo Sandri. Sin embargo, la dificultad para superar la barrera electoral, situada en el 4%, hace que el partido participe conjuntamente a la Casa de las Libertades, ya que en ese caso la barrera se reduce al 2%. Más adelante, Italia de Nuevo se integrara ya dentro de la Casa.[cita requerida]